# Ivishak River
Der Ivishak River ist ein rund 150 Kilometer langer rechter Nebenfluss des Sagavanirktok River in der North Slope des US-Bundesstaats Alaska.

## Verlauf
Er entspringt in der Brookskette an der kontinentalen Wasserscheide und fließt zunächst in nordöstlicher, dann in nordwestlicher Richtung durch die Philip Smith Mountains, die nördlichen Vorgebirge des Arctic National Wildlife Refuges und schließlich die Tundra der Küstenebene. Der Ivishak mündet etwa 100 Kilometer südlich von Deadhorse in den Sagavanirktok River, der in die Beaufortsee fließt.

## Naturschutz
Der 129 Kilometer lange Teil des Ivishak River im Arctic National Wildlife Refuge zusammen mit dem gesamten Quellgebiet und einem unbenannten Zufluss aus dem Porcupine Lake wurden 1980 durch den Alaska National Interest Lands Conservation Act als National Wild and Scenic River ausgewiesen.